# Davide Perez
Davide Perez (Nàpols, 1711 – Lisboa, 1778) fou un compositor italià.
Estudià al Conservatori de Nàpols entre 1723 i 1733: cant amb Giovanni Veneziano, contrapunt amb Francesco Mancini i violí amb Francesco Barbella. El 4 de novembre de 1735 estrenà la seva primera òpera, La nemica amante, al teatre del palau reial de Nàpols. Gràcies a l'èxit obtingut amb les òperes següents, fou nomenat mestre de capella a Palerm, on treballà entre el 1738 i el 1748, i on tingué entre d'altres alumnes l'espanyol Diego Nasell. Allí compongué una de les seves millors òperes, Demetrio (1741).
Abandonà Palerm per dedicar-se a l'organització de les representacions de les seves òperes en diverses ciutats italianes i de la resta d'Europa, com per exemple Il Farnace al Teatre de la Santa Creu de Barcelona.
El 1752 fou nomenat mestre de la capella reial a Lisboa, càrrec que aconseguí en gran part gràcies a l'èxit de Demofoonte (1752) i, on tingue entre altres alumnes la famosa cantant Luisa Todi, i el compositor José Joaquim dos Santos. Aquesta posició li permeté realitzar espectacles grandiosos en els quals incloïa els millors cantants de l'època. Es coneix molt poca cosa dels últims anys de la seva vida.
Perez compongué una trentena d'òperes, caracteritzades per la gran elaboració de les parts instrumentals i la riquesa harmònica i rítmica, que subratllen el fort discurs dramàtic, com es veu clarament en Il Solimano (1757). També fou autor de música sacra, considerada per alguns estudiosos qualitativament superior a la seva producció teatral, qualificada de poc original. En aquest camp destaquen l'oratori Il martirio di San Bartolomeo i un Te Deum.

## Òperes
- La nemica amante (llibretista desconegut), dramma per musica (4 de novembre de 1735, Nàpols, Palazzo reale)
- I travestimenti amorosi (Antonio Palomba), commedia per musica (10 de juliol de 1740 Nàpols, Palazzo reale)
- Siroe, re di Persia (Pietro Metastasio) (4 de novembre de 1740 Nàpols, Teatro S. Carlo)
- Demetrio (Pietro Metastasio), 1. Fassung (13 de juny de 1741 Palerm, Teatro S. Cecilia)
- Alessandro nell'Indie (Pietro Metastasio), (Carnestoltes 1744 Gènova, Teatro Falcone)
- Merope (Apostolo Zeno) (Carnestoltes 1744 Gènova, Teatro Falcone)
- Leucippo (Giovanni Claudio Pasquini), favola pastorale (1744 Palerm, Teatro S. Cecilia)
- L'errore amoroso (Antonio Palomba), comedia per musica (Carnestoltes 1745 Palerm, Teatro S. Lucia)
- L'amor fra congionti, commedia (Carnestoltes 1746 Palerm, Teatro S. Lucia)
- Artaserse (Pietro Metastasio) (Tardor 1748 Florència, Teatro della Pergola)
- La Semiramide riconosciuta (Pietro Metastasio) (3 de febrer de 1749 Roma, Teatro Alibert)
- La clemenza di Tito (Pietro Metastasio) (1749 Nàpols, Teatro S. Carlo)
- AndRomaeda (1750 Viena, Hof)
- Vologeso (Apostolo Zeno) (1750 Viena, Hof)
- Ezio (Pietro Metastasio) (26 de desembre de 1750 Milà, Teatro regio ducal)
- Il Farnace (Apostolo Zeno, revisat per Antonio Maria Lucchini?) (Carnestoltes 1751 Torí, Teatro real)
- La Didone abbandonata (Pietro Metastasio) (1751 Gènova)
- La Zenobia (Pietro Metastasio) (Tardor 1751 Milà, Teatro regio ducal)
- Il Demofoonte (Pietro Metastasio) (Tardor 1752 Lisboa, Teatro di Corte)
- L'Olimpiade (Pietro Metastasio) (Primavera 1753 Lisboa, Teatro di Corte)
- L'eroe cinese (Pietro Metastasio) (6 de juny de 1753 Lisboa, Teatro di Corte)
- Adriano in Siria (Pietro Metastasio) (Carnestoltes 1754 Lisboa, Salvaterra)
- L'Ipermestra (Pietro Metastasio) (31 de març de 1754 Lisboa, Teatro Real Corte)
- Il re pastore (Pietro Metastasio) (Primavera 1756 Cremona)
- Solimano (Textdichter unbekannt), 3 actes (31 de març de 1758 Lisboa, Teatro de l'Ajuda)
- Arminio (Antonio Salvi), Pasticcio (1760 Londres, King's Theatre)
- Creusa in Delfo (Gaetano Martinelli), dramma per musica 2 actes (Carnestoltes 1774 Lisboa, Salvaterra)
- Dubtoses: Astarto (1743 Palerm); Medea (1744 Palerm); L'isola incantata (1746 Palerm)